# Ideal Lignieres
Ideal Lignieres, född 11 juli 2018, är en fransk varmblodig travhäst som tränas av Fabrice Souloy och körs av Franck Nivard.
Han började tävla i juli 2020 och inledde med fem raka segrar. Han har till december 2023 sprungit in 521 850 euro på 43 starter, varav 7 segrar och 5 andraplatser samt 5 tredjeplats. Karriärens hittills största seger har kommit i Prix Albert Demarcq (2023).
Ideal Lignieres har även segrat i Prix Phaedra (2020), Prix Louis Cauchois (2020), Prix Abel Bassigny (2021) samt kommit på andraplats i Prix Paul Karle (2021), Prix Jacques de Vaulogé (2021), Prix Charles Tiercelin (2022), Prix Robert Auvray (2023) och Prix Jean Le Gonidec (2023) och på tredjeplats i Prix Emmanuel Margouty (2020), Prix de l'Étoile (2021), Critérium des 3 ans (2021), Prix Guillaume le Conquérant (2022), Prix Ovide Moulinet (2023) och Prix Marcel Laurent (2023).

## Statistik
| Statistik för Ideal Lignieres (Ref.) | Statistik för Ideal Lignieres (Ref.) | Statistik för Ideal Lignieres (Ref.) | Statistik för Ideal Lignieres (Ref.) | Statistik för Ideal Lignieres (Ref.) | Statistik för Ideal Lignieres (Ref.) |
| ------------------------------------ | ------------------------------------ | ------------------------------------ | ------------------------------------ | ------------------------------------ | ------------------------------------ |
| Starter                              | Placeringar                          | Startprissumma                       | Segerprocent                         | Platsprocent                         | Rekord                               |
| 43                                   | 7-5-5                                | 521 850 euro                         | 16 %                                 | 40 %                                 | 1.09,8ak,                            |

### Större segrar
| År   | Lopp                | Kusk          | Vinstbelopp | Grupp   |
| ---- | ------------------- | ------------- | ----------- | ------- |
| 2020 | Prix Louis Cauchois | Franck Nivard | 24 300 EUR  | Grupp 3 |
| 2021 | Prix Abel Bassigny  | Franck Nivard | 54 000 EUR  | Grupp 2 |
| 2023 | Prix Albert Demarcq | Franck Nivard | 54 000 EUR  | Grupp 2 |